# Roland Wommack
Roland Raymond Wommack (Filadelfia, 27 dicembre 1936 – 22 maggio 2018) è stato uno schermidore statunitense.

## Biografia
Ha partecipato ai Giochi della XVII Olimpiade di Roma nel 1960.

## Palmarès
In carriera ha conseguito i seguenti risultati:
- Giochi Panamericani:

Chicago 1959: oro nella spada a squadre ed individuale.